# Hamburg Climate Futures Outlook
Der Hamburg Climate Futures Outlook ist eine seit 2021 vom Exzellenzcluster „Climate, Climate Change, and Society“ (CLICCS) der Universität Hamburg veröffentlichte Studie über Klimazukünfte der Erde. In der Publikation untersuchen Forschende erstmals systematisch, welche Klimazukünfte möglich und welche plausibel sind. Dafür fassen sie die verfügbaren Erkenntnisse aus unterschiedlichen Forschungsdisziplinen der Sozialwissenschaften und der Naturwissenschaften zusammen. Der Exzellenzcluster trägt mit dem Bericht dazu bei, Zukunftsszenarien für politische und individuelle Entscheidungen einzugrenzen. Der erste Hamburg Climate Futures Outlook wurde im Juni 2021 veröffentlicht. Der zweite Bericht im Februar 2023.

## Beteiligte Forschende
An der ersten Ausgabe waren mehr als 40 Wissenschaftler aus dem Exzellenzcluster CLICCS als Autoren beteiligt. Dazu gehörten der damalige Direktor des Centrums für Erdsystemforschung und Nachhaltigkeit (CEN) Detlef Stammer, Anita Engels, Jochem Marotzke, Eduardo Gonçalves Gresse, Christopher Hedemann und Jan Petzold. Am zweiten Bericht arbeiteten 62 Forschende. Er wurde von Anita Engels, Jochem Marotzke, Eduardo Gonçalves Gresse, Andrés López-Rivera, Anna Pagnone und Jan Wilkens herausgegeben. 20 nationale und internationale Reviewer haben ihn begutachtet.

## Ergebnisse
2021: Assessing the plausibilty of deep decarbonization by 2050
Der erste Hamburg Climate Futures Outlook befasste sich mit der Frage, ob eine vollständige Dekarbonisierung bis zum Jahr 2050 plausibel ist. Die Dekarbonisierung ist eine Reduktion von CO2 mit dem Ziel, Treibhausgasemissionen der Wirtschaft zu vermeiden. Bei einer vollständigen Dekarbonisierung dürfen keine zusätzlichen Treibhausgase mehr in die Atmosphäre gelangen, dies wird Netto-Null-Emissionen genannt. Um die Temperaturgrenze von 1,5 Grad Celsius Erderwärmung bis zum Jahr 2100 einzuhalten, müssen die Emissionen bis zum Jahr 2050 weltweit auf Netto-Null reduziert werden. Der Bericht stellt fest, dass eine solche Dekarbonisierung nicht plausibel ist. Der gesellschaftliche Wandel muss laut den Forschenden erheblich ehrgeiziger ausfallen.
Die Autorinnen und Autoren führten für diese Analyse ein neues Werkzeug ein, das „Social Plausibility Assessment Framework“ – ein Beurteilungsrahmen zur Analyse der Schlüsselfaktoren der Dekarbonisierung, der sogenannten Treiber. Keiner der zehn untersuchten gesellschaftlichen Treiber zeigt eine ausreichende Dynamik, die auf eine vollständige Dekarbonisierung hinweist. Untersuchte Treiber waren beispielsweise die Klimapolitik der Vereinten Nationen, Gerichtsverfahren zum Klimawandel oder das Konsumverhalten.
2023: The plausibility of a 1.5°C limit to global warming – Social drivers and physical processes
Der zweite Hamburg Climate Futures Outlook wurde auf Basis neuer Erkenntnisse erstellt, die seit der ersten Studie veröffentlicht wurden. Beantwortet wurde die Frage, ob es plausibel ist, dass sich das 1,5 Grad-Ziel des Pariser Klimaabkommens noch erreichen lässt. Die Forschenden halten dies für nicht plausibel. Laut der Publikation ist dabei der gesellschaftliche Wandel ausschlaggebend, nicht die physikalischen Kipppunkte. Der Wandel ist bisher jedoch unzureichend. Eine Begrenzung des globalen Temperaturanstiegs auf deutlich unter zwei Grad Celsius kann dem Bericht zufolge plausibel werden, wenn ehrgeizige Ziele verfolgt werden, eine konsequente Umsetzung erfolgt und Wissenslücken geschlossen werden.
Der Studie zufolge stehen vor allem Konsummuster und das Verhalten von Unternehmen den Klimazielen entgegen. Die Klimapolitik der Vereinten Nationen, Gesetzgebungen, Klimaproteste wie Fridays for Future und der Entzug von Kapital aus der fossilen Wirtschaft unterstützen hingegen den Klimaschutz. Insgesamt unterstützen sieben der zehn gesellschaftlichen Schlüsselfaktoren eine Dekarbonisierung. Sie sind jedoch nicht stark genug, um die vollständige Dekarbonisierung, also Null Emissionen bis zum Jahr 2050, zu erreichen. Dies wäre nötig, um die Erderwärmung bis Ende des Jahrhunderts auf 1,5 Grad Celsius zu begrenzen. 
Darüber hinaus wurden physikalische Prozesse geprüft, die als Kipppunkte diskutiert werden. Der Verlust des Arktis-Meereises, das Schmelzen der Eisschilde und die regionalen Klimaänderungen sind demnach gravierend und können dramatische Auswirkungen haben. Auf die globale Durchschnittstemperatur bis 2050 haben sie aber kaum Einfluss. Einen moderaten Einfluss auf die Temperatur können laut Studie das Tauen des Permafrosts, die geschwächte Umwälzpumpe im Atlantik (AMOC) und das Regenwaldsterben im Amazonas haben.

## Unterschiede zu anderen Studien
Neben dem Hamburg Climate Futures Outlook gibt es eine Reihe anderer Studien über Klimazukünfte, zum Beispiel den 1,5-Grad Bericht des Weltklimarates IPCC oder den Emissions Gap Report der Vereinten Nationen. In drei Aspekten unterscheidet sich der Hamburg Climate Futures Outlook von anderen Studien:
- Plausibilität statt Machbarkeit

- Bewertet werden auch soziale Treiber und physikalische Prozesse

- Analytisches statt normatives Vorgehen

Andere Studien konzentrierten sich bisher auf die technische und praktische Notwendigkeit, um die Pariser Klimaziele zu erreichen. Der Hamburg Climate Futures Outlook untersucht, welche gesellschaftlichen Treiber den Wandel ermöglichen und motivieren. Dabei steht die Plausibilität der Klimazukünfte im Vordergrund.